# Brouillard
Pour les articles homonymes, voir Brouillard (homonymie).
Le brouillard est le phénomène météorologique constitué d’un amas de fines gouttelettes ou de fins cristaux de glace, accompagné de fines particules hygroscopiques saturées d'eau, souvent de taille microscopique, réduisant la visibilité en surface. Sa composition est donc identique à celle d'un nuage dont la base toucherait le sol. Par convention, les météorologistes parlent de brume lorsque la visibilité horizontale est supérieure à un kilomètre et de brouillard si la visibilité est inférieure à un kilomètre. Les marins utilisent souvent le terme de brume quelle que soit la visibilité horizontale et le nomment également fumée de mer quand il s'agit de brouillard d'évaporation.
Lorsque la température de l'air, du sol et des objets baignés par la nappe de brouillard est inférieure à 0 °C le brouillard peut être givrant. Les gouttelettes en suspension sont alors en surfusion (à l'état liquide par température négative) et gèlent au contact, formant du givre (ou de la glace noire sur une chaussée). Ceci peut entraîner des dépôts importants sur les chaussées, la végétation et toutes les structures.

## Formation
Les philosophes de l'Antiquité considèrent les brouillards soit comme un nuage stérile qui ne donne pas de pluie (conception d'Aristote) soit comme un nuage qui a perdu de la hauteur pour se former près du sol.
Le processus de formation du brouillard est identique à celui des nuages. Il résulte du refroidissement d'un volume d'air jusqu'à la condensation d'une partie de sa vapeur d'eau ou par ajout de vapeur d'eau pour atteindre la saturation. La condensation de la vapeur d'eau, en eau liquide ou en glace, se produit initialement autour de certains types de micro-particules de matière solide (aérosols), qu'on appelle des noyaux de condensation ou de congélation. La congélation spontanée de l'eau liquide en glace, dans une atmosphère très pure, ne se produit pas au-dessus de −40 °C. Entre 0 °C et −40 °C, les gouttes d'eau restent dans un état métastable de surfusion, qui cesse dès qu'elles entrent en contact avec un noyau de condensation (poussière, cristal de glace, obstacle). Lorsque ce phénomène se produit au sol, on assiste à des brouillards givrants.

### Types

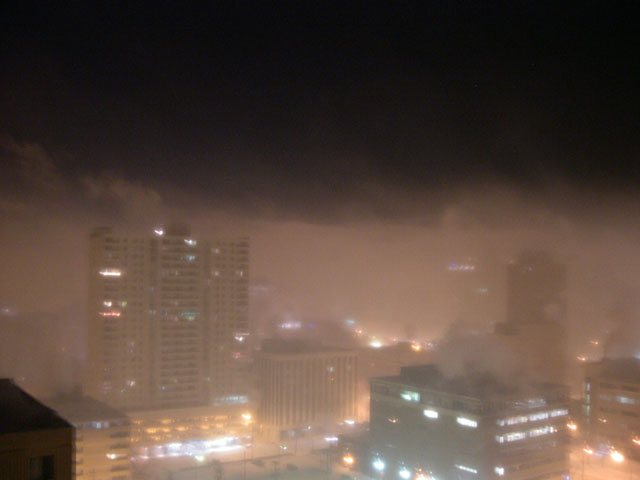
Brouillard givrant hivernal à Winnipeg, Canada.

Le refroidissement qui mène à la condensation peut résulter d'une perte de chaleur comme la chute de la température la nuit ou par le passage d'une masse d'air au-dessus d'une surface froide. D'autre part, l'enrichissement en vapeur d'eau va se produire dans les précipitations ou près des plans d'eau. On note donc différents types de brouillards.

#### Brouillard radiatif
Lorsque le ciel est dégagé et les vents faibles, la température près du sol diminue, en particulier la nuit, et cette diminution ne se transmet pas aux couches supérieures par manque de turbulences. Ceci forme une inversion de température qui garde la vapeur d'eau dans une couche près du sol. Lorsque l'air devient saturé dans cette couche, une déposition de rosée se forme au niveau du sol. Ceci a deux effets, d'une part une augmentation de l'humidité relative dans les basses couches et d'autre part une diminution de la température au niveau du sol. Cette déposition de rosée peut durer plusieurs heures. Ensuite, un arrêt quasiment complet du vent va permettre la formation de brouillard sur une fine couche. Celui-ci va ensuite grossir en fonction de l'humidité disponible et l'intensité de l'inversion de température. Il peut également être en bancs selon la variation de température locale.

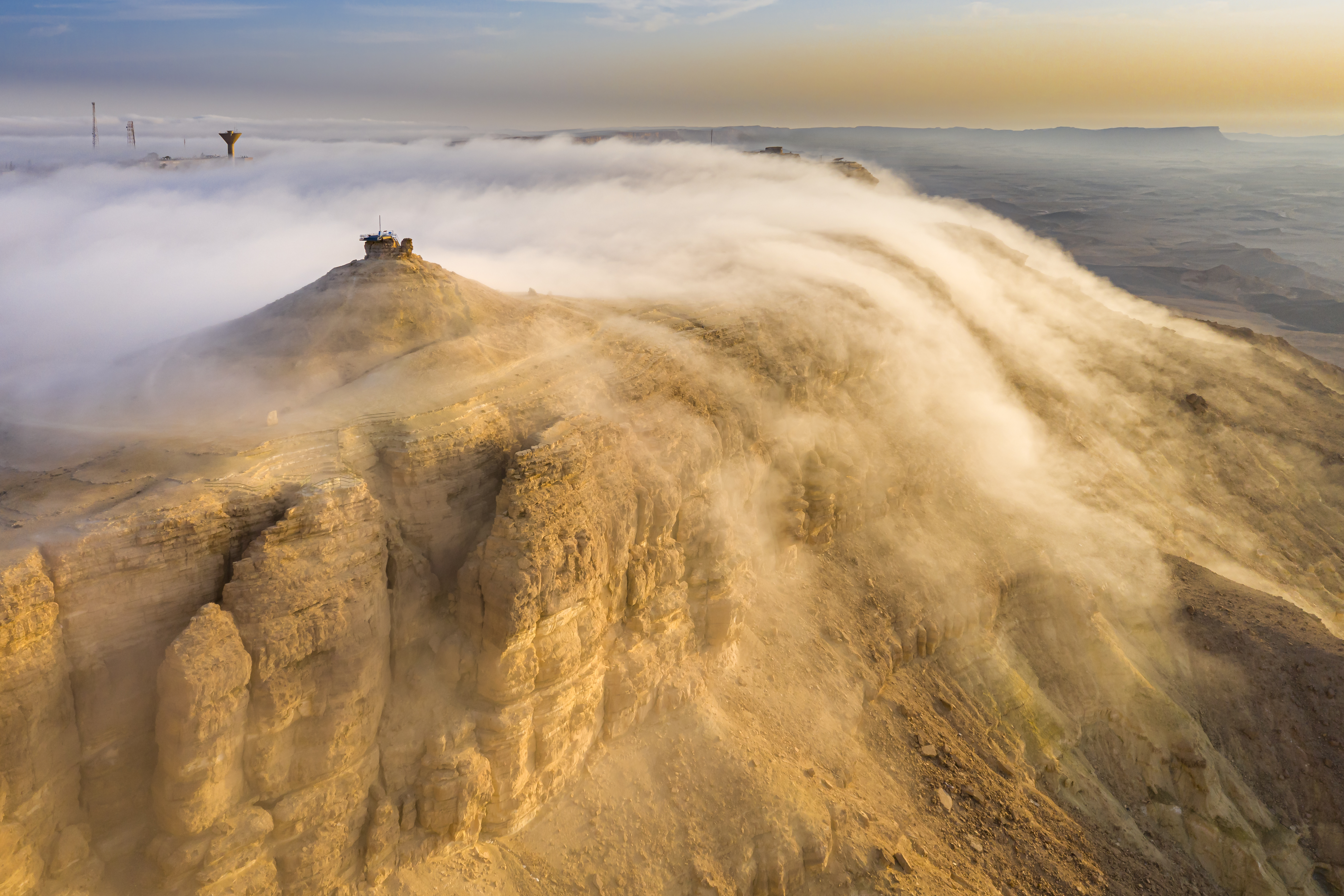
Brouillard d'advection.

#### Brouillard d'advection
Lorsque de l'air ayant une certaine température et humidité relative passe au-dessus d'une zone ayant une température inférieure, il y aura formation de brouillard d'advection. Il existe deux types de brouillard d'advection :
- le brouillard d'advection chaud : lors du passage d'une masse d'air chaude et humide sur une surface plus froide comme les entrées maritimes où le vent transporte l’humidité de la mer passe sur des eaux plus froides avant d'atteindre le continent[6]. Le refroidissement de la masse d'air amène celui-ci à saturation et du brouillard se forme. Celui-ci peut s'avérer dense et tenace, spécialement au-dessus de la mer ;
- le brouillard d'advection froid : lors du passage d'une masse d'air froide et stable au-dessus d'une étendue d'eau bien plus chaude (différence de température d'au moins 10 °C). L'évaporation de l'eau, située en dessous de la masse d'air froide, va directement condenser et former un brouillard d'évaporation. Ce brouillard peut parfois mener à des givrages sévères sur les bateaux traversant la zone concernée.

#### Brouillard de précipitations
La pluie, la neige ou tout autre précipitation vont s'évaporer en passant dans une masse d'air qui n'est pas à la saturation. Ceci enrichit l'air en humidité. De plus, l'énergie nécessaire à l'évaporation étant retirée de l'air, ce dernier refroidit. Quand la quantité de vapeur d'eau atteint la valeur de saturation pour la température de l'air refroidi, on a formation de brouillard. Ceci se produit le plus souvent à l'avant d'un front chaud car on y retrouve une inversion de température.

#### Brouillard d'évaporation
Lorsqu'une inversion de température et des vents faibles affectent une région, pas nécessairement la nuit, toute source d'humidité pourra saturer la masse d'air sous l'inversion (couche plus ou moins épaisse). Ceci se produit fréquemment près des cours d'eau et des lacs où l'évaporation de la couche superficielle sert d'apport de vapeur d'eau (fumée de mer). Les plantes en évapotranspiration et les sources industrielles (comme la fumée d'une usine) peuvent mener à ce type de brouillard également. Cela se produit également en hiver, surtout par temps très froid, alors que l'apport d'humidité des chauffages de maisons et des industries est important. Dans ce cas le brouillard est givrant.

#### Brouillard de mer arctique
Ce brouillard (aussi appelé fumée de mer arctique ou antarctique)apparaît dans ces conditions : en hiver, lorsque l'air est sous les -15 degrés Celsius, la couche superficielle des plans d'eau, où la glace n'est pas encore formée, va s'évaporer. Si le vent est faible ou nul, la vapeur d'eau sera captive de l'inversion de température dans la basse couche d'air et le saturera rapidement, formant un brouillard givrant.

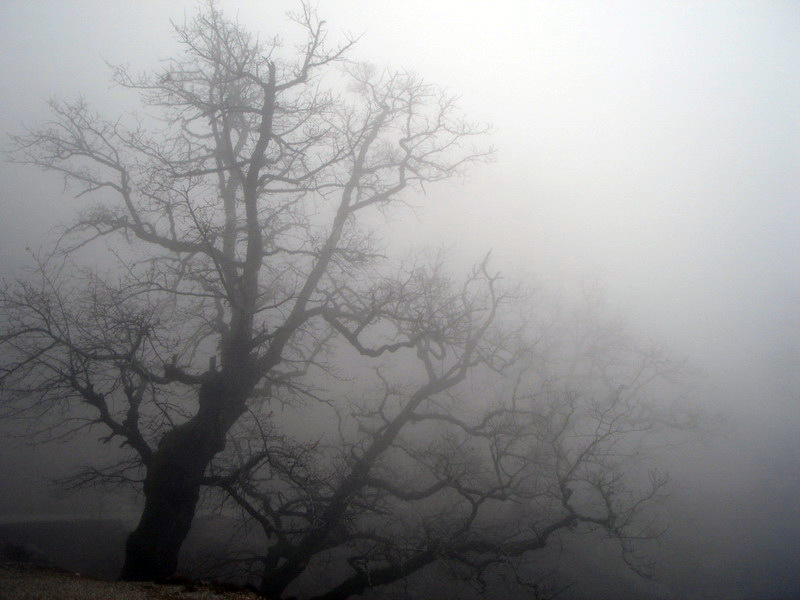
Brouillard orographique (Grèce).

#### Brouillard orographique
Par soulèvement de l'air le long d'une pente grâce aux vents, en vertu du comportement des gaz parfaits dans une atmosphère hydrostatique, l'air se refroidit spontanément lorsque la pression baisse et forme du brouillard.

#### Brouillard d'inversion

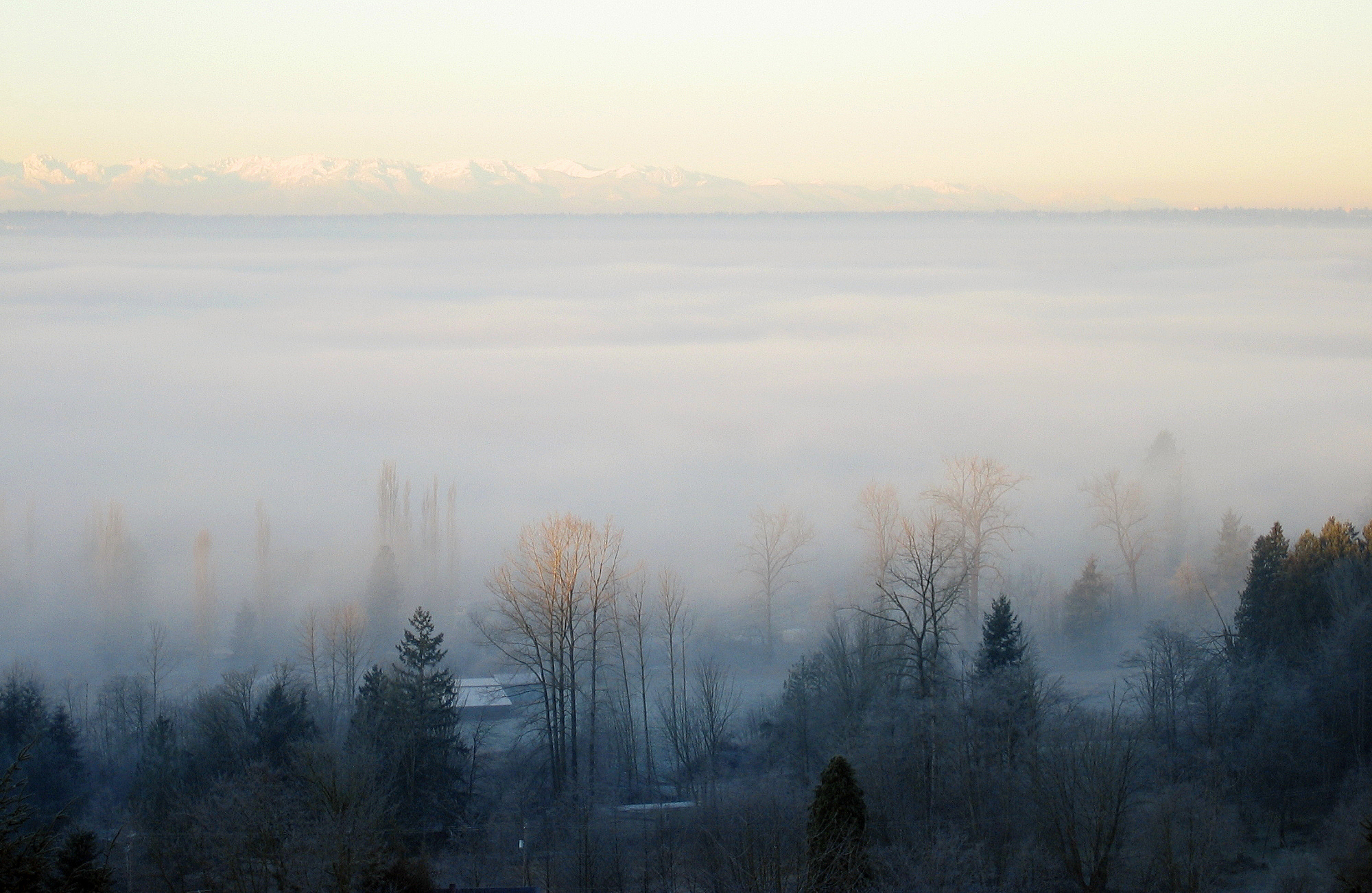
Brouillard de vallée causé par une inversion.

Des nuages bas pris dans une couche d'inversion près de la surface terrestre peuvent descendre vers celle-ci et donner du brouillard.

#### Brouillard de vallée
Par nuit claire, l'air froid se formant sur les pentes d'une vallée va descendre vers le fond de celle-ci et un brouillard de radiation va en résulter. Cela se produit souvent en hiver.

### Dissipation
La dissipation du brouillard se produit lorsqu'un réchauffement permet aux gouttelettes ou aux cristaux de glace de s'évaporer. Ceci se passe par réchauffement solaire, par passage au-dessus d'une surface plus chaude, par assèchement dû à la subsidence d'air sec d'altitude ou par mélange avec de l'air plus sec par les vents.

## Comportement

### Endroits favorables
Selon le type de formation, certains endroits sont plus favorables que d'autres à la formation de brouillards :
- Les zones côtières sont des zones privilégiées car on y retrouve une source de vapeur d'eau et un fort potentiel de perte de chaleur sur terre. On peut y avoir des brouillards de radiation la nuit mais surtout des brouillards d'advection lorsque de l'air passant au-dessus d'un courant d'eau chaude passe ensuite au-dessus d'eau plus froide. C'est le cas par exemple le long de la côte est du Canada alors que l'air venant du sud passe sur le Gulf Stream avant d'atteindre la côte, le long de laquelle passe le courant du Labrador ;
- Les vallées sont un bon endroit pour le brouillard de radiation nocturne. Les brouillards d'advection y sont également fréquents si la vallée débouche sur la mer ;
- Les côtes arctiques et antarctiques sont très favorables en hiver car les bris dans les glaces donnent du brouillard glacé rapidement.

### Visibilité

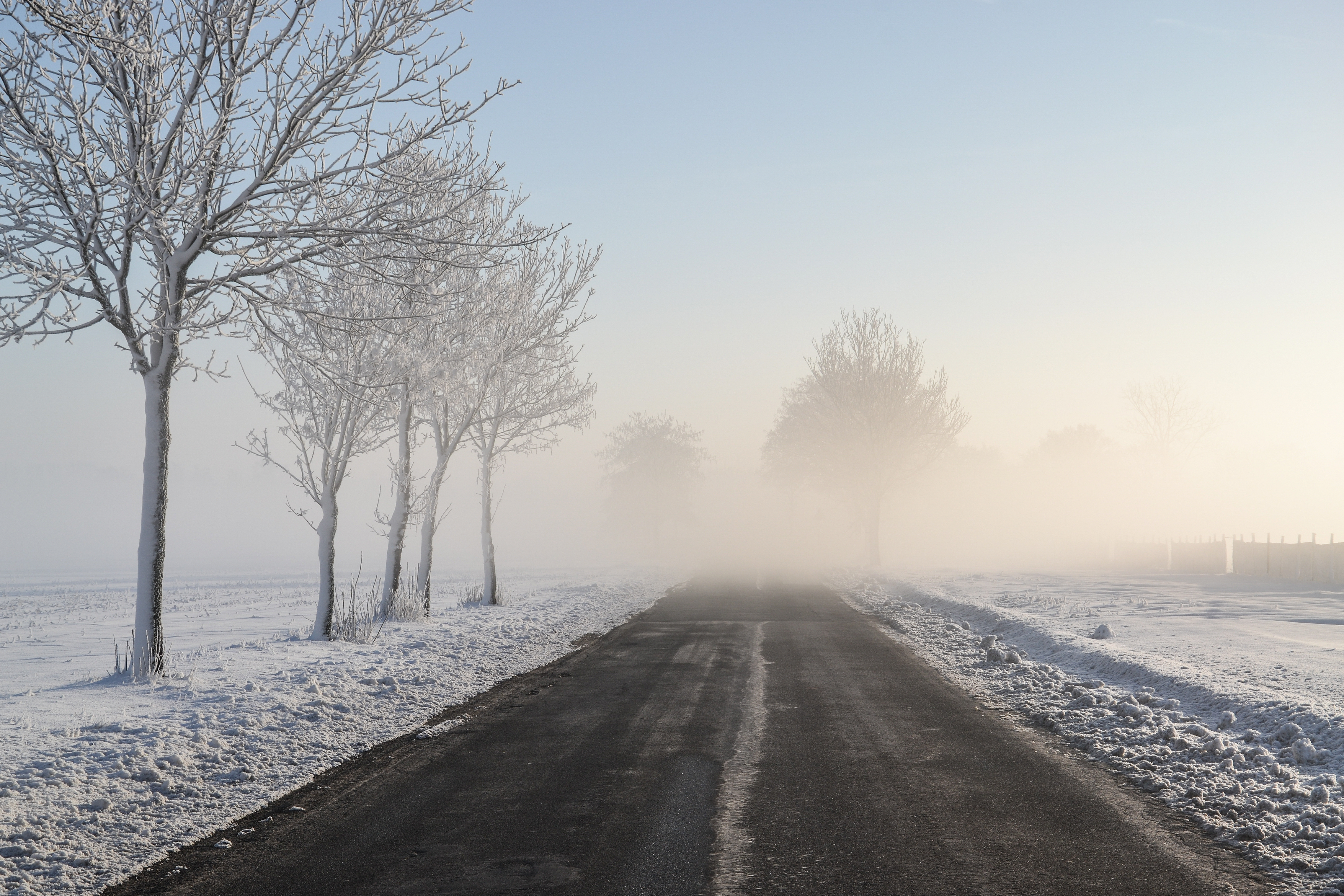
Brouillard matinal réduisant fortement la visibilité sur route près de Prószków en Pologne. Février 2019.

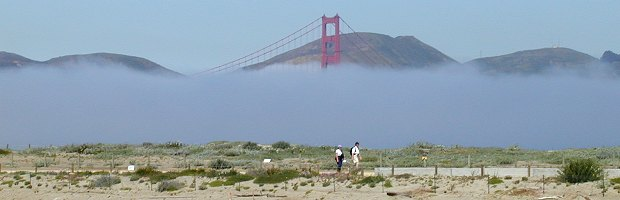
Nappe de brouillard d'advection à San Francisco (États-Unis)

Par convention, ce phénomène réduit la visibilité horizontale à moins de 1 kilomètre. Lorsque la visibilité atteint ou dépasse cette valeur, on parle plutôt de brume. La zone dans laquelle se développe le brouillard est généralement bien délimitée (on parle d'une nappe de brouillard) en raison des phénomènes liés aux fronts thermiques. Les prévisions de la météorologie maritime et les marins utilisent le terme de brume quelle que soit la visibilité horizontale.
Selon sa densité, le brouillard peut réduire la visibilité à quelques dizaines de mètres, voire à quelques dizaines de centimètres. Cette réduction de la visibilité est un facteur d'accidents dans les transports. En mer par temps brumeux, la corne de brume ou des sifflets émis par les bouées (s'il y a de la houle) permettent aux navires de se signaler ou de se repérer. En effet, dans une situation de brume l'air est très stable, le son se propage très loin et n'est pas bloqué comme l'est la lumière.
Les radars aident depuis quelques décennies les navires qui en sont équipés à repérer les autres navires, bouées ou obstacles à la navigation, ce qui leur facilite la tâche dans les circonstances de visibilité réduite. Les systèmes AIS permettent aussi d'avertir les navires de la présence d'un autre navire équipé du même système. Tous ces systèmes sont qualifiés d'aides à la navigation mais ne sont pas nécessairement obligatoires en mer comme l'est la corne de brume dans les conditions de visibilité réduite et la veille permanente visuelle et auditive selon le règlement international pour prévenir les abordages en mer (règles 19 et 35).
En raison de cette moindre visibilité, la vitesse sur les routes et autoroutes est légalement réduite en cas de brouillard, pour éviter les accidents et les carambolages, dans plusieurs pays.

### Une source d'eau

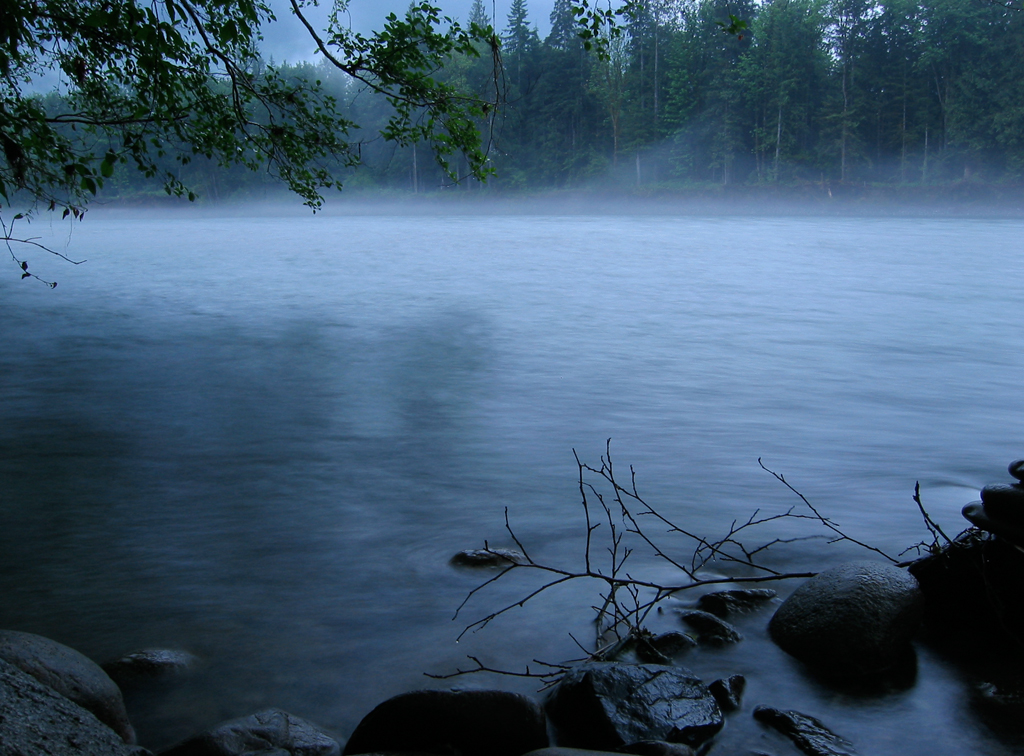
Les cours d'eau sont une des sources de brouillard dont les plantes bénéficient

Dans les déserts près des côtes, l'absence de précipitations est compensée par une grande fréquence des brouillards dus à la mer proche. La brume est alors la source d'eau naturelle pour les écosystèmes, grâce aux plantes qui la capturent. Au Pérou, sur la côte Pacifique, les Espagnols parlaient d'arbres à pluie, le long desquels l'eau ruisselait. Dans ce pays, on a également réussi à capter l'eau de la brume au moyen de filets verticaux qui servent de collecteurs (mais qui s'avèrent aussi parfois mortellement piéger des oiseaux).
La brume ou le brouillard fréquents sont favorables aux plantes épiphytes de la ripisylve, en maintenant une humidité importante près des plans d'eau. De la même façon, la brume dans les vallées permettent la présence de forêts ou écosystèmes plus humides.

### Pollution
Le brouillard naturel, humide, ne doit pas être confondu avec le smog (brume de pollution), qui peut être relativement sec. Le brouillard se comporte comme un buvard à l'égard de certains polluants, dont certains acides (chlorhydrique, sulfurique). Les dégâts attribués aux pluies acides étaient en réalité souvent dus aux brumes polluées par les acides émis par le chauffage, l'industrie et les véhicules, mais peut-être aussi par certains pesticides solubles dans l'eau, dont on a retrouvé des concentrations importantes dans la brume prélevée dans l'est de la France.
La formation du brouillard dans des zones fortement polluées prendra plus de temps à devenir dense étant donné le nombre important de noyaux de condensation (les gouttelettes en suspension sont partagées entre de nombreux « nuclei »). De plus, la présence de pollution a tendance à réduire le refroidissement nocturne et donc à limiter la formation de brouillard de radiation. Cependant, une fois formé, celui-ci aura tendance à être plus tenace.

## Brouillard artificiel
Brouillard d'eau est le terme utilisé pour qualifier le brouillard produit artificiellement et dont les applications sont diverses : protection incendie pour l'extinction du feu comme dans les centres de données, dans une habitation afin de faire fuir des intrus ou l'atténuation de rayonnement thermique, dans l'environnement pour abattre la poussière ou les toxiques, etc.

## Expressions
- Être dans le brouillard : ne pas y voir clair, ou au sens figuré, ne pas bien comprendre une situation.